# Helmut Meyer (Sportfunktionär)
Helmut Meyer (* 22. Oktober 1926 in Herford; † 13. Mai 2001 in Darmstadt) war ein deutscher Sportfunktionär.
Meyer betrieb selbst Leichtathletik, war Deutscher Hochschulmeister im Boxen und spielte Basketball in der Oberliga. Von 1949 bis 1956 studierte er Geschichte, Sport, Latein und Politik an der Universität Marburg. 1951 wurde er Sportreferent an der Uni und 1952 Leichtathletik-Abteilungsleiter bei Union Herford. 1953 war er Generalsekretär der Studenten-Weltspiele in Dortmund. Von 1953 bis 1956 war Meyer Präsident des Allgemeinen Deutschen Hochschulsportverbandes und von 1955 bis 1959 Vizepräsident der FISU.
Nach seinem Studium wurde Meyer 1957 Assistent am Institut für Leibesübungen der TH Aachen. Von 1960 bis 1970 war er Direktor am Institut für Leibesübungen der TH Darmstadt. Parallel engagierte er sich als Lehrwart des Hessischen Leichtathletik-Verbandes und führte die versplitterten Darmstädter Leichtathletikvereine zum leistungsstarken ASC Darmstadt zusammen.
Aufgrund dieser Erfahrungen wurde er 1970 zum Leitender Direktor des neu gegründeten Bundesausschusses Leistungssport des Deutschen Sportbundes berufen. Er holte hierher u. a. Rolf Andresen, Dietrich Martin, Tomasz Lempart, Richard Möll, Manfred Eglin und Arnd Krüger und war dann knapp zwei Jahrzehnte einer der maßgeblichen Entscheidungsträger des bundesdeutschen Spitzensports.
Von 1989 bis 1993 war Meyer Präsident des Deutschen Leichtathletik-Verbands (DLV). In seine Amtszeit fielen die finanzielle Konsolidierung des Verbands, die Vereinigung mit dem Deutschen Verband für Leichtathletik der DDR (DVfL), die Vergabe der Leichtathletik-Weltmeisterschaften 1993 an Stuttgart und große Diskussionen um das Doping in der Leichtathletik.
Meyer wurde 1979 mit dem Carl-Diem-Schild des DLVs und 1986 mit dem Bundesverdienstkreuz 1. Klasse ausgezeichnet. Alle fünf Leichtathletik-Landesverbände des ehemaligen DVfL ernannten ihn zum Ehrenmitglied.